# Johan Venegas
Johan Alberto Venegas Ulloa (Limón, 1988. november 27. –) costa rica-i válogatott labdarúgó, aki 2021 óta az Alajuelense játékosa.

## Pályafutása

### Klubcsapatokban
2009 és 2012 között a Santos játékosa volt, de 2011-ben 4 mérkőzésen kölcsönben a Barrio México csapatánál lépett pályára. 2012 júliusában aláírt egy szezonra a Puntarenas csapatához. Ezt követően két éven keresztül erősítette az Alajuelense együttesét. 2015 júliusában aláírt a Montreal Impacthoz, majd 2016 decemberében bejelentették, hogy a 2017-es szezontól a Minnesota United játékosa lesz. 2018-as teljes naptári évet a Saprissa csapatánál tölti kölcsönben.

### A válogatottban
2014. szeptember 3-án a Copa Centroamericana nyitómérkőzésén Nicaragua ellen góllal debütált a válogatottban. Részt vett a válogatott tagjaként a 2015-ös és a 2017-es CONCACAF-aranykupán, valamint a 2016-os Copa Américán. Bekerült a 2018-as labdarúgó-világbajnokságra utazó keretbe.